# Индустрија за конзервирање рибе
Индустрија за конзервирање рибе је грана прехрамбене индустрије која се бави прерадом и конзервирањем рибе за потребе становништва. Ослања се лов и узгој како речне тако и морске рибе.
У Србији се налази неколико фабрика за прераду и конзервирање речне рибе: Београд, Кладово, Текија, Смедерево, Апатин, Бездан, као и у Белотинцу крај Ниша.
У Београду се налази прва регистрована и једина фирма за прераду и конзервисање слатководне рибе - River Fish.